# Evangelische Stadtkirche Schopfheim

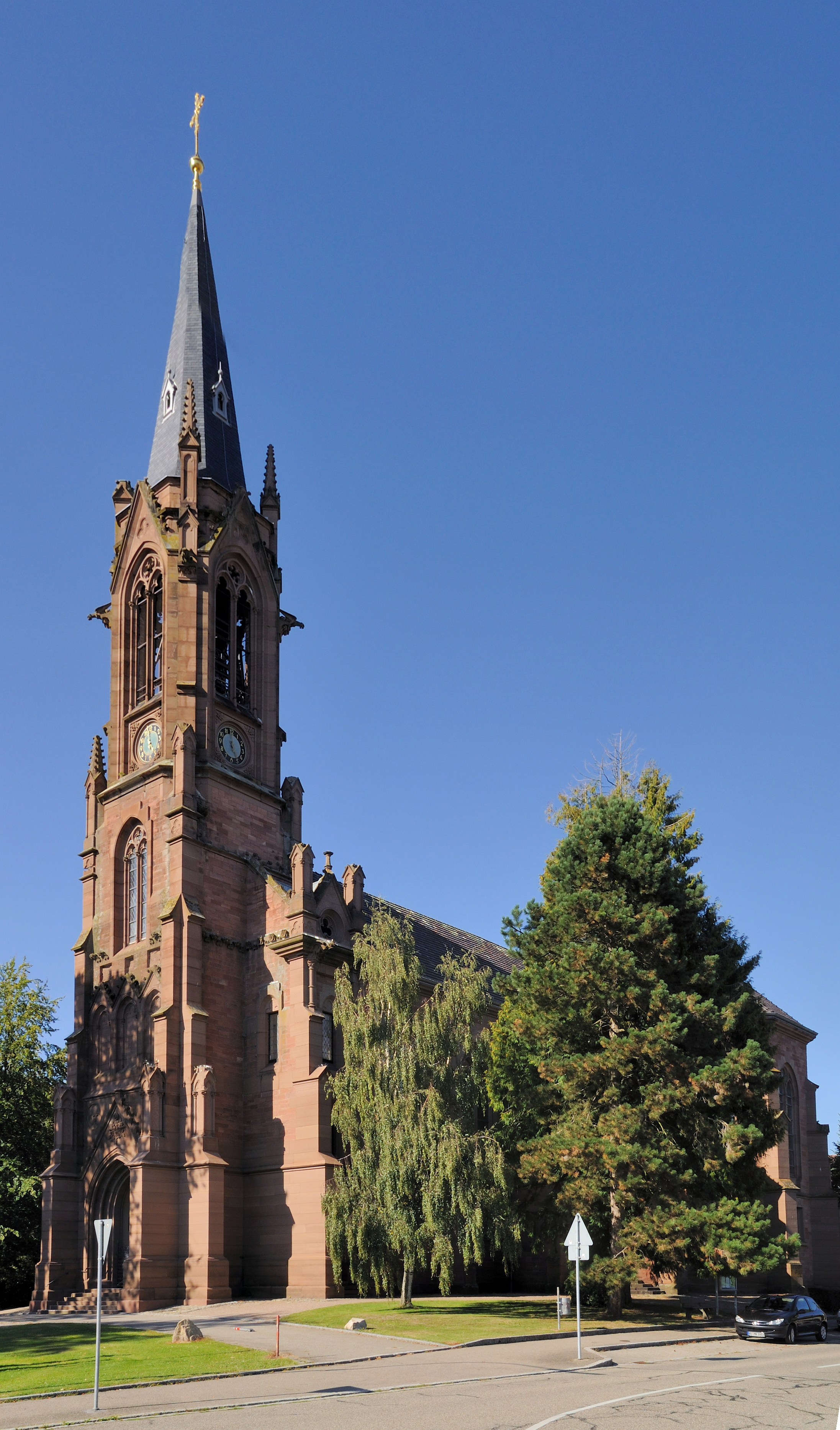
Evangelische Stadtkirche

Die Evangelische Stadtkirche in Schopfheim wurde 1889–1892 im Stil der Neugotik erbaut. Sie dient der evangelischen Gemeinde seither als Hauptkirche und ersetzte damit die Alte Stadtkirche.

## Geschichte
Bereits im 18. Jahrhundert bemühte sich die evangelische Gemeinde Schopfheims um eine Vergrößerung der Alten Stadtkirche. Dieses Vorhaben zog sich bis in die zweite Hälfte des 19. Jahrhunderts hinein. Nachdem ein Kaufgesuch der deutlich kleineren römisch-katholischen Gemeinde nicht zeitnah entschieden wurde und diese in den 1870er Jahren mit der katholischen Pfarrkirche St. Bernhard ihre eigene Kirche erbaute, nahmen die Pläne erst 1880 konkrete Gestalt an. Diese sahen vor, neben der Alten Stadtkirche einen Neubau zu errichten. In der ersten Planungsphase gab es fünf verschiedene Varianten, was das Platzangebot und das Grundstück anbelangte. Ein ambitionierter Plan sah vor, eine Kirche mit 1780 Sitzplätzen zu errichten. Dieser wurde jedoch als zu aufwändig verworfen. Ein Expertengremium forderte 1886, die Pläne entsprechend umzuarbeiten. Ein Jahr später lagen die endgültigen Pläne des großherzoglichen Baudirektors Josef Durm vor, und 1889 konnte im Beisein des Großherzogs mit dem Bau begonnen werden. Die Einweihung erfolgte am 3. Juli 1892.
1937 ersetzte ein Kruzifix den bisherigen Hauptaltar. Das Kreuz stammt von Johann Stupfer, der es mit seinen drei Söhnen 1687 der Alten Stadtkirche stiftete. 1957 entfernte man die Chorschranken und funktionierte die Taufkapelle als Gedenkkapelle für die gefallenen Soldaten der Gemeinde um.
Am 20. Juli 1996 verursachte eine Brandstiftung durch einen 22-jährigen Mann in der Kirche beträchtlichen Sachschaden.

## Beschreibung

### Kirchenbau

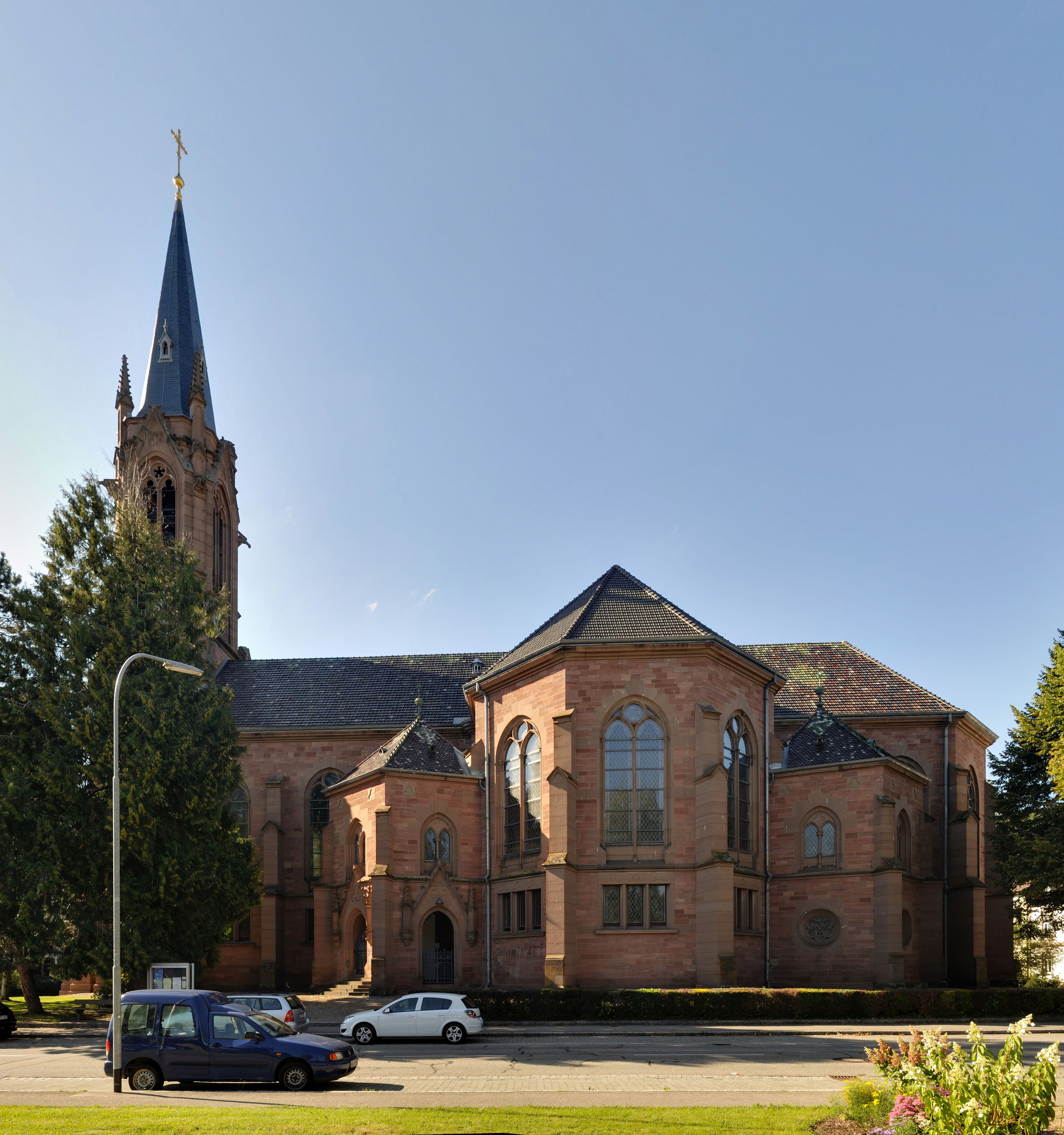
Ansicht von Osten

Die Evangelische Stadtkirche steht in einer kleinen Parkanlage östlich des Stadtzentrums. Das einschiffige Langhaus ist kreuzförmig angelegt; denn sowohl die beiden ausladenden Querhäuser wie auch der Chor enden mit einem Fünfachtelschluss. An den vier Winkeln befinden sich seitlich unregelmäßige Fünfeck-Räume, deren Treppenaufgänge auf die Emporen der Kirche führen. Der südwestlich ausgerichtete, über 50 Meter hohe Glockenturm verjüngt sich über vier Stockwerkgesimse und wird von einem schlanken Pyramidendach bekrönt. Spitzbogige Klangarkaden ragen bis unter die Giebeldreiecke, darunter befinden sich die Zifferblätter der Turmuhr.

### Innenraum und Ausstattung
Das Innere der dreijochigen Stadtkirche wird mit einem monumentalen Kreuzrippengewölbe überspannt, das aus leichten Hohlziegeln gemauert wurde. Alle Querräume werden durch Rundbögen vom Haupthaus getrennt. An beiden Längsseiten befinden sich Emporen für die Kirchenbesucher. Die Emporen sind an ihrer Unterseite zum Erdgeschoss flach. Der Raum zwischen den Querschiffen und dem Langhaus wird über drei Rundbögen verbunden, die die Emporen tragen.
Im Chor befinden sich neben der Orgel ein schlichter Altartisch und das Kruzifix aus dem Jahr 1687. Links vom Altar steht ein Taufstein, rechts am Chorbogen eine Kanzel mit Schalldeckel aus Holz.

### Orgel
Die erste Orgel aus dem Jahr 1892 wurde von der Werkstatt Voit & Söhne in Durlach erbaut, 1913 ein erstes Mal umgebaut und auf der Westempore aufgestellt. Die 1958 neu gestaltete Orgel arbeitete mit Kegelladen, einer elektrisch-pneumatischen Traktur und verfügte über drei Manuale, ein Pedal und 36 Register. In den 1980er Jahren entschied man, eine neue Orgel für den Chor anzuschaffen, die alte zwar stillzulegen aber am bisherigen Ort zu belassen. Nach dem Brand von 1996 restaurierte man die alte Voit-Orgel in den Jahren von 1999 bis 2000 und brachte sie zurück in den Urzustand von 1892. Das Kegelladen-Instrument hat 26 Register auf zwei Manualen und Pedal, und mechanische Spiel- und Registertrakturen.
| I Hauptwerk C–f3 |               |     |
| 1.               | Bourdon       | 16′ |
| 2.               | Prinzipal     | 8′  |
| 3.               | Gamba         | 8′  |
| 4.               | Soloflöte     | 8′  |
| 5.               | Gedeckt       | 8′  |
| 6.               | Oktave        | 4′  |
| 7.               | Hohlflöte     | 4′  |
| 8.               | Oktave        | 2′  |
| 9.               | Mixtur IV-V   | 2′  |
| 10.              | Cornett I-III | 8′  |
| 11.              | Trompete      | 8′  |

| II Schwellwerk C–f3 |                  |    |
| 12.                 | Prinzipal        | 8′ |
| 13.                 | Lieblich Gedackt | 8′ |
| 14.                 | Viola            | 8′ |
| 15.                 | Aeoline          | 8′ |
| 16.                 | Vox coelestis    | 8′ |
| 17.                 | Fugara           | 8′ |
| 18.                 | Flöte            | 4′ |
| 19.                 | Piccolo          | 2′ |
| 20.                 | Oboe             | 8′ |
| 21.                 | Trompette harm.  | 8′ |
|                     | Tremulant        |    |

| Pedalwerk C–d1 |             |     |
| 22.            | Prinzipal   | 16′ |
| 23.            | Subbaß      | 16′ |
| 24.            | Oktavbaß    | 8′  |
| 25.            | Violoncello | 8′  |
| 26.            | Posaunbaß   | 16′ |

### Glocken

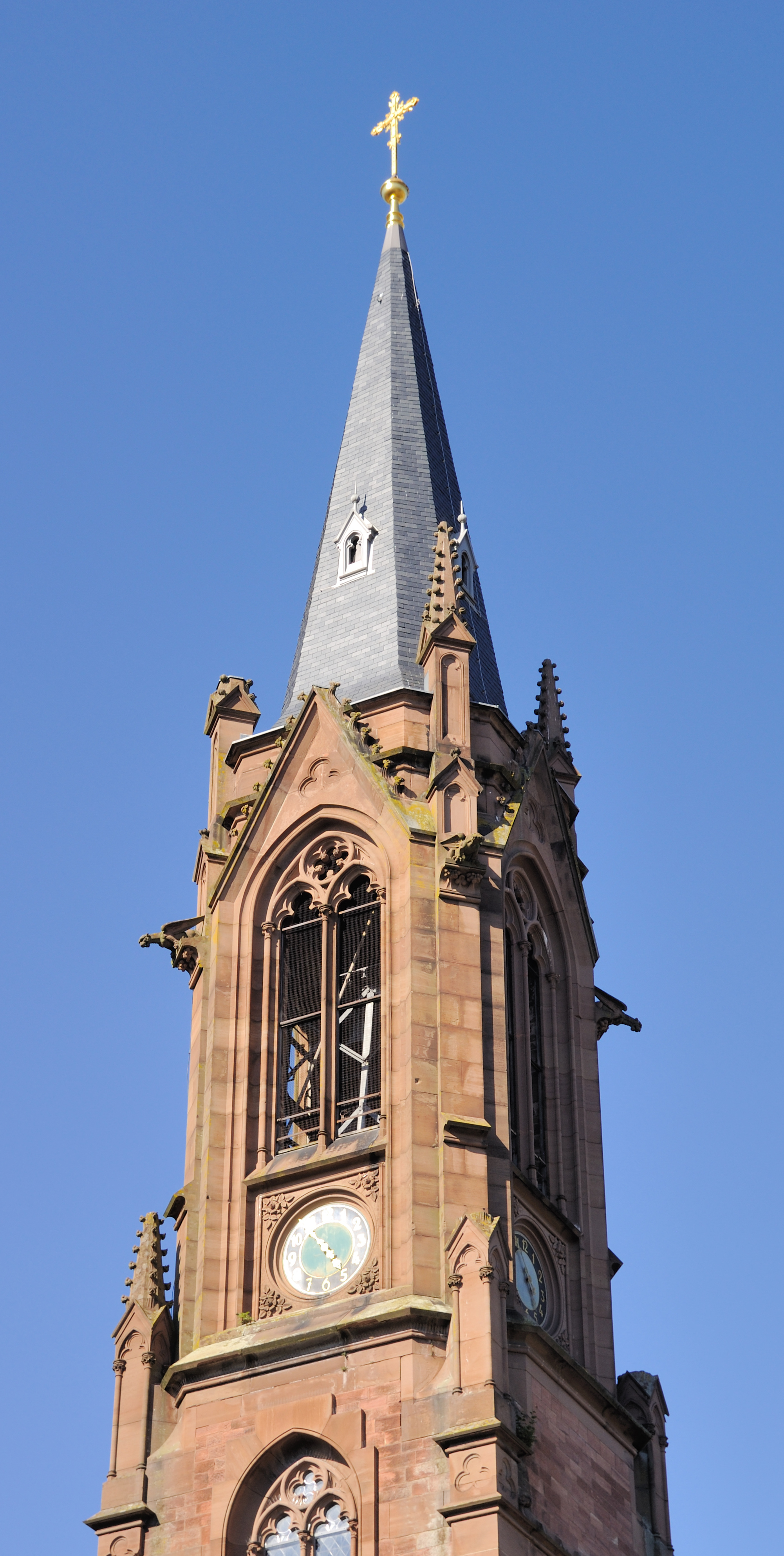
Glockenturm

Das vierstimmige Bronzegeläut setzt sich wie folgt zusammen:
| Nr. | Schlagton | Gussjahr | Gießerei                           |
| --- | --------- | -------- | ---------------------------------- |
| 1.  | as′       | 1927     | F. W. Schilling, Heidelberg        |
| 2.  | es′       | 1952     | Glockengießerei Bachert, Karlsruhe |
| 3.  | f′        | 1952     | Glockengießerei Bachert, Karlsruhe |
| 4.  | b′′       | 1952     | Glockengießerei Bachert, Karlsruhe |